# فهرست اماکن مذهبی پرو

## اماکن ملی مقدس
- معبد ملی هوآیلای
- معبد ملی کالیپوی
- معبد ملی لاگوناس دمجیا (تالاب مجیا)
- معبد ملی آمپای
- معبد ملی مانگلارس دتومبس (تالابهای تومبس درخت کرنا)
- مانگلارس دویسه، در ایالت سچورا از ناحیه پیورا قرار دارد (از معبد ملی مانگلارس دتومبس کوچکتر است، و در منتهاالیه جنوب سیستم تالابی درخت کرنا در ناحیه پاسیفیک واقع شده‌است)
- معبد ملی تاباکونس نامباله

## معابد تاریخی
- معبد تاریخی چاکراماکرا
- معبد تاریخی پامپاس د آیاکوچو (پامپاس آیاکوچو)
- ماچو پیچو